# Bisukharka
Bisukharka (en népalais : बिसुखर्क) est un comité de développement villageois du Népal situé dans le district de Gulmi. Au recensement de 2011, il comptait 2 413 habitants.